# Saison 2012-2013 de l'AS Monaco FC
Maillots
Chronologie
Saison précédente Saison suivante
La saison 2012-2013 de l'AS Monaco est la onzième saison du club en championnat de France de Ligue 2, la seconde saison consécutive au sein de la deuxième division française. Cette saison est particulièrement importante dans l'histoire de l'AS Monaco, puisque le club remporte le premier titre de champion de France de Ligue 2 de son histoire et est donc logiquement assuré de retrouver l'élite du football français lors de la prochaine saison.
Claudio Ranieri, entraîneur de 61 ans, remplace Marco Simone à la tête du staff monégasque cette saison-là. Il fixe comme principal objectif la montée en Ligue 1. Pour l'encourager dans sa mission, les dirigeants n'hésitent pas à renforcer le groupe en signant huit joueurs lors de la trêve estivale parmi lesquels on retrouve l'Argentin Lucas Ocampos. Le jeune joueur, acheté pour 11 millions d'euros, constitue le transfert le plus cher de l'histoire de la deuxième division française. Le club se renforce également lors de l'intersaison, avec les recrutements de Mounir Obbadi, Carl Medjani et Emmanuel Rivière tous trois en provenance de l’élite.
Le titre de champion fait suite à une deuxième partie de saison très encourageante lors du dernier exercice. Englué dans la zone de relégation, le rachat du russe Dmitry Rybolovlev permet au club princier de redresser la barre pour finalement se maintenir et terminer à la 8e place. Se classant aussi 3e équipe des matchs retours.
L'AS Monaco occupera le podium durant toute la saison, ce qui n'était plus arrivé depuis 1991-1992 (l'équipe asémiste était alors en Division 1), cédant la première place à onze reprises. Il s'empare de cette dernière lors de la 24e journée pour ne plus la lâcher jusqu'à l'ultime journée de championnat et l'obtention du titre de champion. Parallèlement, le club réalise de parcours mitigé en coupe, éliminé lors des huitièmes de finale de la coupe de la ligue par l'ESTAC Troyes, et ne passe qu'un seul tour en Coupe de France, éliminé par la modeste équipe du Bourg-Péronnas à domicile dès le 8e tour.

## Avant-saison

### Objectif du club
Après un maintien acquis en Ligue 2 lors de la dernière saison, marqué par le rachat du club par le russe Dmitry Rybolovlev, l'AS Monaco annonce via son site officiel le départ de Marco Simone et de son staff. Filips Dhondt, directeur général du club, promet la signature e2eedd'un entraîneur plus expérimenté afin d'étendre la renommée de l'ASM.

« Le club va désormais se concentrer pleinement sur la préparation de la saison prochaine et entamer une nouvelle phase de son développement, qui vise à redonner à l’équipe le rang élevé qui doit être le sien dans le championnat de France de football. Notre objectif pour la saison prochaine est de remonter en Ligue 1. »

— Dmitry Rybolovlev, le 19 mai 2012

« Début janvier, nous étions 20e, et nous remercions Marco Simone et son staff d'avoir permis au club de terminer le championnat à la 8e place. Désormais, nous souhaitons prendre un nouveau départ. Nous souhaitons recruter un entraîneur avec plus d'expérience. Celle-ci est souvent synonyme de renommée internationale. »

— Filips Dhondt, le 19 mai 2012

### Euro Ukraino-Polonais
La saison 2012-2013 débute après l'Euro 2012 de football, qui a lieu en Ukraine et en Pologne du 8 juin au 1er juillet 2012. L'équipe de France de football, emmenée par le sélectionneur Laurent Blanc, y participe pour la sixième fois d'affilée depuis l'édition 1992.
Le sélectionneur dévoile la liste des bleus le 29 mai. Sans surprise, aucun monégasque n'y figure dedans.
En revanche, d'autres joueurs internationaux de l'ASM ont l'occasion de participer à cette compétition, parmi lesquels figure l'arrière gauche grec Giorgos Tzavellas. Titulaire lors de deux matchs de sa sélection, il ne peut empêcher l'élimination de son pays en quarts de finale. Quant à Danijel Subašić, Emir Bajrami et Jakob Poulsen, ils ne parviennent pas à passer la phase de groupe respectivement avec la Croatie, la Suède et le Danemark.
Cette quatorzième édition du Championnat d'Europe se solde par le sacre de l'Espagne dans la compétition, la Roja l'emporte sur l'équipe d'Italie par quatre buts à zéro et réalise un triplé inédit Euro – Coupe du monde – Euro. Du côté français, l'aventure s’arrête en quart de finale.

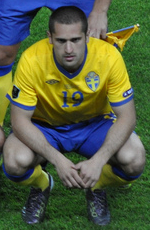
Emir Bajrami ici sous les couleurs de l'équipe de Suède.

### Transferts
Quelques jours après la limogeage de Marco Simone, un autre entraîneur italien est nommé par les dirigeants monégasques avec Claudio Ranieri qui s'est engagé pour deux saisons, plus une en option, le 30 mai 2012.
C'est alors que le club démarre son mercato d'été avec la ferme intention d'avoir une équipe compétitive capable de monter en Ligue 1. Le défenseur central italien Andrea Raggi laissé libre par son club de Bologne, s'engage pour trois saisons et devient la première recrue du mercato estival le 21 mai 2012.
Filips Dhondt, directeur général de Monaco, confie à la radio locale RMC :

« On ne va pas prendre 9 joueurs, comme lors du mercato d’hiver, seulement trois ou quatre joueurs, en plus d'Andrea Raggi. »

— Filips Dhondt.
Le 22 juin, l'international danois Jakob Poulsen s'engage pour trois saisons. Le 28 juin 2012 le club annonce la prolongation de contrat de l'attaquant Valère Germain pour une durée de 3 ans soit jusqu'en juin 2015. Le lendemain, le club fait savoir que Delvin Ndinga s'est engagé pour quatre ans.
Le 28 juin 2012, Terence Makengo est prêté sans option d'achat à l'AJ Auxerre. Le joueur explique ensuite qu'il a voulu lui-même être prêté. Le 29 juin 2012, Chris Malonga rejoint le club suisse du FC Lausanne. Aadil Assana viendra ensuite le rejoindre le 30 août mais sans option d'achat.
Le 10 juillet, Emir Bajrami, international suédois, est prêté avec option d'achat par Twente. Une semaine plus tard, c'est au tour de Sebastian Ribas, meilleur buteur de l'exercice 2010/2011 d'être prêté à son tour à Monaco par le Genoa.
Le 12 juillet 2012, Florian Pinteaux est prêté sans option d'achat avec Sedan.
Le 14 juillet, à la surprise générale Vladimir Koman, arrivé au club pendant la trêve hivernale, quitte l'ASM pour rejoindre le FK Krasnodar.
Le 27 juillet, le milieu offensif Ludovic Giuly résilie son contrat et s'engage avec Lorient.
Le 31 août 2012, Alexandros Tziolis, recrue hivernale lors de la saison précédente, est prêté au club chypriote de l'APOEL Nicosie.
Le 2 août, Flavio Roma effectue son retour sous les couleurs monégasque. Le gardien italien s'engage pour une saison.
Après avoir annoncé qu'il ne serait pas conservé à l'issue de son prêt la saison précédente, Giorgos Tzavellas s'engage finalement pour une durée de deux ans le 7 août.
Enfin, Valentin Eysseric est prêté chez le voisin niçois avec option d'achat.
Monaco termine son recrutement estival avec l'arrivée du jeune Lucas Ocampos, considéré comme l'un des plus grands espoirs du foot mondial de sa génération, il s'engage pour une durée de cinq ans le 16 août.
Le mercato hivernal est marqué par l'arrivée au poste de vice-président de Jean-Louis Campora, près de dix ans après son départ. Vient ensuite le recrutement de Mounir Obbadi, milieu de terrain et capitaine de l'ESTAC, jusqu'en juin 2014. D'Emmanuel Rivière, jusqu'en juin 2017 et enfin de Carl Medjani, défenseur international algérien qui s'engage pour trois ans et demi, jusqu'en juin 2016.
Outre ces trois arrivées, l'ASM enregistre six départs : Eric Marester et Yvan Erichot sont transférés respectivement à Arles-Avignon et Saint-Trond, Valentin Eysseric est définitivement transféré à Nice à la suite de l'option d'achat levée, Aadil Assana et Nacer Barazite sont prêtés à Clermont et à l'Austria Vienne, et enfin Frédéric Nimani résilie son contrat.

### Matchs amicaux
L'AS Monaco se voit programmer 4 matchs amicaux. L’équipe asémiste se rendra en Autriche, à Seefeld pour y effectuer un premier stage de préparation jusqu’au 9 juillet. Ce stage sera ponctué de deux rencontres amicales. La première opposera l’ASM au club autrichien de Wacker Innsbruck le 3 juillet à Silz, la seconde verra les Rouge et Blanc affronter le Dynamo Kiev le 6 juillet à Axams. Le deuxième stage se déroulera en Allemagne, plus précisément à Bad Wörishofen en Bavière du 13 au 20 juillet. Le 16 juillet à Landsberg am Lech, l’ASM affrontera les Anglais de Newcastle United. Le 19 juillet elle affrontera le club turc de Sivasspor.
Enfin, le club achèvera sa préparation par un cinquième et dernier match amical au stade du Ray à Nice.
Le 20 septembre, le site officiel de la Sampdoria de Gênes annonce un accord entre la formation italienne et l'équipe princière pour un match amical prévu le 13 octobre 2012.
l'AS Monaco disputera un match amical le 6 janvier face au GFC Ajaccio annonce le site officiel du club corse.
| Date       | Adversaire       | Lieu              | Score | Buteurs                                            | Public |
| ---------- | ---------------- | ----------------- | ----- | -------------------------------------------------- | ------ |
| 03/07/2012 | Wacker Innsbruck | Silz              | 3-0   | Germain 15e · Ferreira Carrasco 35e · Barazite 86e |        |
| 06/07/2012 | Dynamo Kiev      | Axams             | 1-0   | Eysseric 48e                                       |        |
| 16/07/2012 | Newcastle United | Landsberg am Lech | 0-1   |                                                    |        |
| 19/07/2012 | Sivasspor        | Munich            | 2-0   | Bajrami 26e · Eysseric 60e                         |        |
| 25/07/2012 | OGC Nice         | Nice              | 1-0   | Raggi 47e                                          |        |
| 13/10/2012 | Sampdoria Gênes  | Gênes             | 2-0   |                                                    |        |
| 06/01/2013 | GFC Ajaccio      | Monaco            | 2-0   | Ferreira Carrasco 6e · Nimani 73e                  |        |

## Compétitions

### Ligue 2
Le tableau ci-dessous retrace dans l'ordre chronologique les rencontres officielles jouées par l'AS Monaco FC durant la saison. Les buteurs sont accompagnés d'une indication entre parenthèses sur la minute de jeu où est marqué le but et, pour certaines réalisations, sur sa nature (penalty ou contre son camp).
L'AS Monaco joue sa deuxième saison d'affilée en Ligue 2. Le club princier est considéré comme un grand favori en raison de ses dépenses importantes. Claudio Ranieri, nouvel entraineur monégasque, déclare que le club veut gagner toutes les compétitions possibles.

#### Journées 1 à 5
Pour leur premier match officiel, les Monégasques affrontent Tours. Après une demi-heure de débat, l'ASM va ouvrir la marque sur un coup franc rentrant de Ferreira Carrasco. L'équipe double la mise sept minutes plus tard sur un autre coup franc, mais cette fois Carrasco délivre une passe décisive pour le défenseur Andrea Raggi. Une minute plus tard, après une récupération au milieu de terrain de Germain, Touré lancé en profondeur marque le 3e but de son équipe. Juste avant la pause, Germain marque le 4e et dernier but de son équipe. Cette large victoire permet aux asémistes de devenir le premier leader de la saison, à la différence de but devant Auxerre et Arles-Avignon.
Le second match voit Monaco se déplacer à Laval pour confirmer son statut de prétendant au titre. Ranieri ne procède pas à de nombreux changements sur le onze de départ, victorieux cinq jours plus tôt. Le manque d'efficacité en attaque oblige les monégasques à se contenter du match nul et vierge 0-0.
Lors de la 3e journée, l'ASM reçoit Istres. Menés rapidement 0-2 à domicile, les Rouges et Blancs vont revenir à hauteur de leur adversaire du soir grâce à des buts signés Bajrami et Touré en quelques minutes. Monaco s'impose finalement 3-2 grâce à un but de Germain en toute fin de rencontre.
Le match suivant, Monaco l'emporte à Guingamp 1-2. Après l'ouverture du score bretonne, Touré marque d'abord sur un coup franc de Ferreira Carrasco puis sur un long ballon de Subasic, le Sénégalais profite d'une mésentente guingampaise en défense pour inscrire de la tête son 4e but de la saison. C'est le second match que l'équipe remporte après avoir été menée au score.
Le 24 août, Monaco dispute son 5e match de championnat face à Arles-Avignon. L'ouverture du score est à mettre au crédit d'un Touré opportuniste après une mauvaise passe d'un joueur adverse. En début de seconde période, Subašić arrêtera un penalty et permet ainsi d'éviter l'égalisation. Le second but intervient après un travail de Kagelmacher, Germain déborde sur le côté gauche et frappe directement et malicieusement du pied gauche, surprenant le gardien de l'ACAA. Enfin, Bajrami trouve la tête de Touré sur coup franc. C'est la troisième victoire consécutive pour l'ASM.

#### Journées 6 à 10

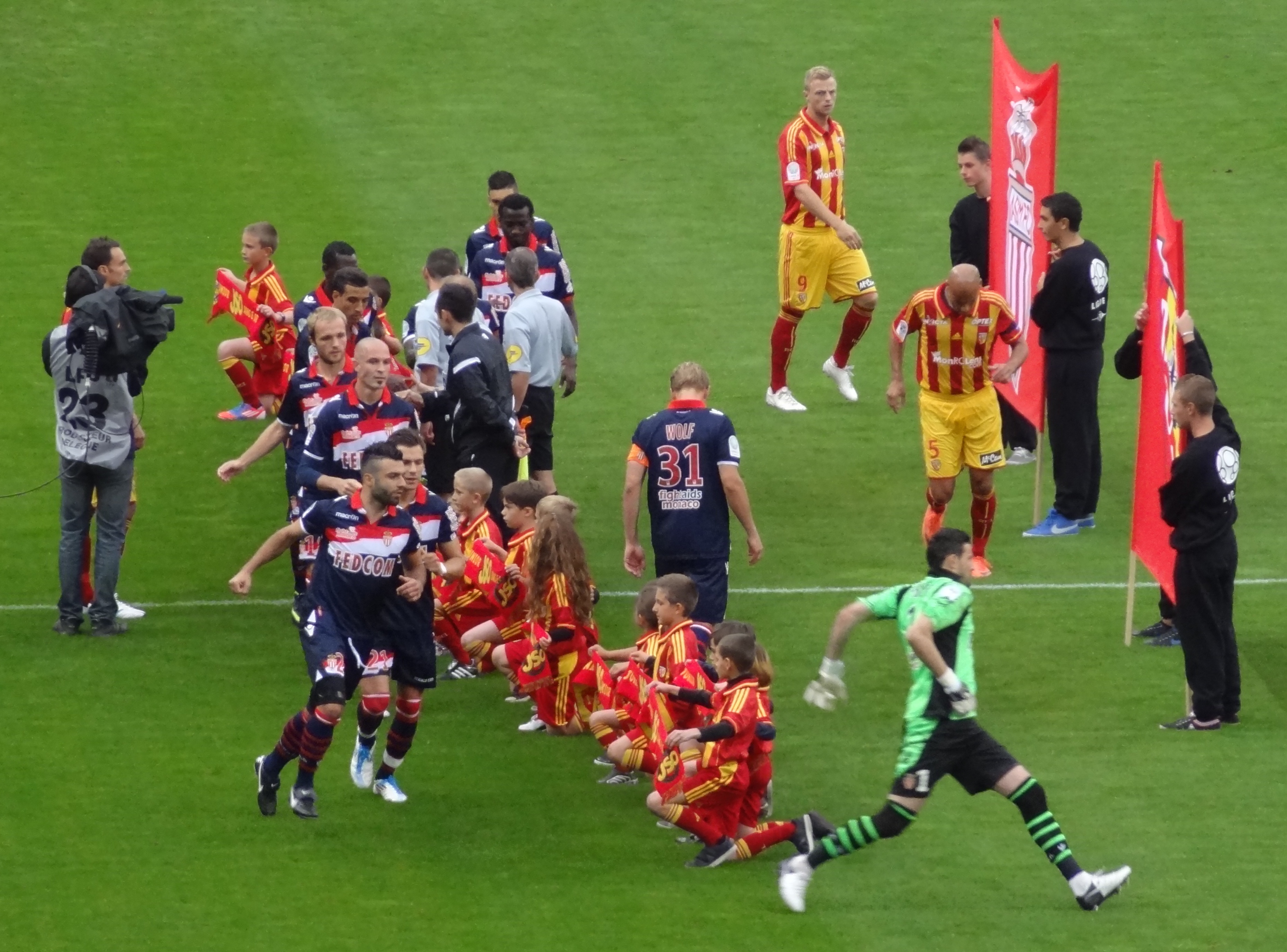
Déplacement victorieux à Lens en septembre 2012.

Le club de la Principauté va connaitre sa première défaite au Havre (2-1) malgré l'égalisation de Gary Kagelmacher, inutile, peu avant la fin. Ce match a permis de voir jouer Lucas Ocampos pour la première fois sous ses nouvelles couleurs.
Deux semaines plus tard, Monaco est tenu en échec par Dijon (1-1). Le but monégasque est inscrit sur un coup franc de Yannick Ferreira Carrasco qui remet les deux équipes à égalité avec une frappe à ras de terre que Reynet ne parvient pas à bloquer.
Après deux matches sans victoire, Monaco renoue avec les 3 points contre Lens (4-0) grâce à notamment à un triplé d'Ibrahima Touré et à un but de Valère Germain sur penalty.
4 jours après la qualification en coupe de la ligue, les monégasques affrontent le GFC Ajaccio. Mené 0-2 sur leur terrain, les asémistes vont réagir par l’intermédiaire de Germain quelques secondes après le deuxième but corse, et par le capitaine Wolf qui égalise à une minute du terme grâce à une passe sur coup franc de Carrasco. Ce dernier devient alors le meilleur passeur du club toute compétition confondue.
Lors de la 10e journée, Monaco fait match nul (0-0) au Stade Louis-II contre Châteauroux qui est à ce moment de la saison, la meilleure défense du Championnat de Ligue 2.

#### Journées 11 à 15
Le 19 octobre 2012, l'AS Monaco se déplace en terre Angevine, pour y affronter le SCO d'Angers qui est à ce moment de la compétition le dauphin des monégasques. Le match se solde sur une victoire du club de la principauté (2-1), grâce à des buts de Yannick Ferreira Carrasco et d'Ibrahima Touré, contre un but de Charles Diers.
Le 27 octobre 2012, l'AS Monaco reçoit au Stade Louis-II, le FC Nantes dans ce qui est le choc de la 12e journée. Malgré une bonne entame de match de la part des monégasques, et notamment un but d'Ibrahima Touré injustement refusé, les Nantais ouvrent la marque par Filip Djordjevic grâce à une sortie hasardeuse de Subašić, 0-1 à la 25e. Les Monégasque visiblement touchés par ce but, et par les décisions arbitrales quelquefois contestables, se font surprendre dans la foulé, par Djordjevic une nouvelle fois, sur coup de pied arrêté 0-2 à la 35e. Lors de la 2de mi-temps, le jeu se resuma à une attaque/défense stérile.
Le 2 novembre 2012, l'AS Monaco va à Niort pour affronter les Chamois qu'il avait déjà rencontrés au 2e tour de la coupe de la ligue. Alors que les Monégasque ont la mainmise sur le jeu, ils se font surprendre en encaissant un but de Jérôme Lafourcade à la 68e minute. L'équipe de la principauté égalisera en toute fin de match par son serial buteur Ibrahima Touré qui marque un but de la tête à la dernière minute sur un centre de Nabil Dirar.
Lors de la 14e journée, l'AS Monaco reçoit au Stade Louis-II, l'AJ Auxerre qui vient d'être relégué de Ligue 1. Les asémistes se doivent de remporter les 3 points car ils n'ont plus gagné à domicile en championnat depuis le 24 août contre Arles-Avignon. Après un très bon début de match, et un but refusé à Jakob Poulsen pour un hors-jeu imaginaire, l'ASM ouvre le score à la 12e minute grâce à Ibrahima Touré. Le match va ensuite se compliquer pour les Auxerrois car Georges Mandjeck va écoper d'un carton rouge à la 44e pour une faute sur Gary Kagelmacher. Au retour des vestiaires, l'ASM va aggraver le score sur un but du capitaine Andreas Wolf. Par la suite Auxerre se retrouvera à 9, car à la suite d'une grosse faute sur Lucas Ocampos, Rudy Haddad prendra à son tour un carton rouge. L'ASM prendra les 3 points de la victoire (2-0).
Après la victoire de l'équipe en Coupe de France face à Toulon, les monégasques retrouvent la Ligue 2 et sont opposés au Clermont Foot Auvergne. Malmenés, les Rouge et Blanc trouvent pourtant l'ouverture à la 65e minute : Touré profite d'une ouverture du jeune espoir belge Ferreira Carrasco, contrôle et enchaîne une reprise de volée pour marquer son treizième but de la saison, et ainsi revenir à hauteur de Djordjevic au classement des buteurs. C'est la troisième victoire consécutive du club.

#### Journées 16 à 19
Pour le compte de la 16e journée, l'AS Monaco reçoit le CS Sedan Ardennes qui est lors de cette journée, la lanterne rouge du classement. Après une ouverture du score rapide de l'équipe asemiste par Andrea Raggi à la 9e minute, le match restera assez fermé jusqu'à la mi-temps. Au retour des vestiaires les ardennais plus entreprenant, finissent par encaisser un but sur un contre très bien orchestré par les Monégasques qui voit Gary Kagelmacher marquer d'une tête rageuse sur un centre de Nabil Dirar qui effectue la sa 3e offrande de la saison. Malgré la réduction du score de Florentin Pogba sur coup de pied arrêté, Ibrahima Touré ira provoqué un penalty dans les arrêts de jeu, qu'il transformera lui-même. Ce score permettra à l'AS Monaco de prendre seule la tête du classement avec 32 points.
Le 11 décembre 2012, l'ASM se déplace au stade Michel-d'Ornano pour y affronter Caen. Inexistants pendant toute la rencontre, les monégasques concèdent leur 3e et plus lourde défaite de la saison 3 buts à 0. La fin de la première mi-temps est notamment marquée par l'exclusion de Danijel Subašić sur une sortie hasardeuse. À l'issue de cette 17e journée, Monaco n'est plus leader, dépassé par le FC Nantes.
Trois jours plus tard, les monégasques reçoivent Nîmes. Ce match est marqué par l'absence de Subašić suspendu suit au carton rouge reçu à Caen, puis du retour de Germain dans le 11 titulaires. L'ASM démarre très mal sa rencontre, dès la 3e minute Vincent Gragnic profite d'une faute de main de Sourzac pour donner l'avantage à son équipe sur coup franc. Le latéral gauche Tzavellas va égaliser pour les siens en catapultant un coup franc à l'entrée de la surface adverse dans la lucarne. Plus rien ne sera ensuite marqué, Monaco reste 2e de Ligue 2.
Pour son dernier match de l'année, Monaco se déplace au MMArena pour un match de championnat les opposants face au Mans. Solidaire et dangereux, les monégasques vont obtenir un penalty que Carrasco transforme. En seconde mi-temps sur un long dégagement de Kagelmacher, Ibrahima Touré va inscrire le deuxième but asémiste d'un plat du pied. Malgré l'égalisation mancelle, Gary Kagelmacher va une nouvelle fois trouver Touré qui marque le but de la victoire. Monaco reste 2e du classement et se retrouve à un point du leader nantais.

#### Classement et statistiques
Extrait du classement de Ligue 2 2012-2013
| Rang                                                          | Équipe      | Pts | J  | G  | N  | P  | Bp | Bc | Diff |
| ------------------------------------------------------------- | ----------- | --- | -- | -- | -- | -- | -- | -- | ---- |
| 1                                                             | AS Monaco   | 76  | 38 | 21 | 13 | 4  | 64 | 33 | +31  |
| 2                                                             | EA Guingamp | 70  | 38 | 20 | 10 | 8  | 63 | 38 | +25  |
| 3                                                             | FC Nantes   | 69  | 38 | 19 | 12 | 7  | 54 | 29 | +25  |
| 5                                                             | SM Caen R   | 63  | 38 | 17 | 12 | 9  | 48 | 28 | +20  |
| 4                                                             | Angers SCO  | 61  | 38 | 17 | 10 | 11 | 52 | 39 | +13  |
| - Champion de Ligue 2 2012-2013 - Montée en Ligue 1 2013-2014 |             |     |    |    |    |    |    |    |      |

#### Évolution du classement
| Journée | 1 | 2 | 3 | 4 | 5 | 6 | 7 | 8 | 9 | 10 | 11 | 12 | 13 | 14 | 15 | 16 | 17 | 18 | 19 | 20 | 21 | 22 | 23 | 24 | 25 | 26 | 27 | 28 | 29 | 30 | 31 | 32 | 33 | 34 | 35 | 36 | 37 | 38 | Journées en tête | Nombre de journées promu | Nombre de journées relégable |
| ------- | - | - | - | - | - | - | - | - | - | -- | -- | -- | -- | -- | -- | -- | -- | -- | -- | -- | -- | -- | -- | -- | -- | -- | -- | -- | -- | -- | -- | -- | -- | -- | -- | -- | -- | -- | ---------------- | ------------------------ | ---------------------------- |
| Rang    | 1 | 3 | 2 | 1 | 1 | 2 | 2 | 1 | 1 | 1  | 1  | 1  | 3  | 1  | 1  | 1  | 2  | 2  | 2  | 2  | 1  | 2  | 2  | 1  | 1  | 1  | 1  | 1  | 1  | 1  | 1  | 1  | 1  | 1  | 1  | 1  | 1  | 1  | 27               | 38                       | 0                            |

- Champion de Ligue 2 et montée en Ligue 1 2013-2014
- Montée en Ligue 1 2013-2014

### Coupe de la Ligue

#### Premier tour
Évoluant en deuxième division, les monégasques se voit entrer au premier tour de la compétition.
Les asémistes affrontent donc Nîmes au Stade des costières. Menés à la pause par un but nimois signé Romain Thibault, les rouges et blancs vont égaliser en toute fin de rencontre par l’intermédiaire de Nacer Barazite après une passe de Nabil Dirar. Le néerlandais débloque alors son compteur but en compétition officielle. Monaco s'imposera aux tirs au but (6-5).

#### Second tour
Lors du second tour, Monaco reçoit l'équipe de Niort. Mais le terrain du Stade Louis-II a été déclaré indisponible en raison de la Supercoupe d'Europe organisée trois jours plus tard, la rencontre fut alors inversé.
Après seulement quelques minutes de jeu, Ibrahima Touré ouvre la marque pour son équipe. En début de seconde période, Jakob Poulsen double la mise. C'est le premier but du danois sous ses nouvelles couleurs. La réduction du score niortaise ne changera rien, Monaco s'impose 1-2 et se qualifie pour les 16e.

#### 1/16 de finale
En 16e les monégasques tombent sur une équipe de Ligue 1, Valenciennes. Les visiteurs marque par deux fois grâce à Danic et un but contre son camp du capitaine Wolf. À la suite d'un corner de Tzavelas, Ibrahima Touré réduit la marque sur une tête qui trompe le gardien valenciennois puis Carrasco vient égaliser par un penalty obtenu par Valère Germain. Alors qu'on joue les prolongations, le jeune argentin Lucas Ocampos inscrit un magnifique but et offre l'avantage à sa nouvelle équipe. Enfin, après une belle contre attaque, Carrasco décale Touré qui marque le 4e but de son équipe et son 3e but de la compétition.

#### 1/8 de finale
En 8e les monégasques affrontent une nouvelle fois une équipe de Ligue 1, Troyes. Malgré l'ouverture du score par Yannick Ferreira Carrasco sur pénalty à la 26e minute, l'équipe princière perdra finalement ce match en encaissant 2 buts en deuxième mi-temps, but de Rincon à la 65e et de Quentin Othon à la 81e.
Le parcours de l'AS Monaco FC prend donc fin en 8e de finale.

#### Résumé du parcours
Le tableau ci-dessous résume le parcours monégasque lors de l'édition 2012-2013 de la Coupe de la Ligue.
| Date       | Tour     | Adversaire           | Lieu      | Score                 | Buteurs                                               | Tirs au but                            | Public |
| ---------- | -------- | -------------------- | --------- | --------------------- | ----------------------------------------------------- | -------------------------------------- | ------ |
| 07/08/2012 | 1er tour | Nîmes Olympique      | Extérieur | 1-1 a.p. (5-6 t.a.b.) | Barazite 90+1e                                        | Adriano Dumont Raggi Touré Labor Mendy | 5 825  |
| 28/08/2012 | 2e tour  | Chamois niortais     | Extérieur | 1-2                   | Touré 2e · Poulsen 47e                                |                                        | 6 252  |
| 25/09/2012 | 16e      | Valenciennes FC (L1) | Domicile  | 4-2 a.p.              | Touré 39e 120e · Ferreira Carrasco 45e · Ocampos 104e |                                        | 4 456  |
| 30/10/2012 | 8e       | ES Troyes AC (L1)    | Domicile  | 1-2                   | Ferreira Carrasco 26e                                 |                                        | 5 103  |

### Coupe de France
La coupe de France 2012-2013 est la 96e édition de la coupe de France, une compétition à élimination directe mettant aux prises tous les clubs de football amateurs et professionnels à travers la France métropolitaine et les DOM-ROM. Elle est organisée par la FFF et ses ligues régionales.

#### Septième tour
Pour leur entrée dans la compétition, l'AS Monaco hérite du SC Toulon, club de Division d'Honneur Méditerranée. Le match a lieu au Stade de Bon Rencontre, le samedi 17 novembre 2012. Après une bonne 1re mi-temps des monégasques (0-1 à la mi-temps), Toulon parviendra à égaliser en 2e période. Le match ira en prolongation et les entrées de Bajrami et de Germain vont électriser le match, ce dernier marquera d'ailleurs un doublé (1-3).

#### Huitième tour
Le 8e tour voit les monégasques opposés la formation du Bourg-Péronnas, club de National. Résistant, les visiteurs vont notamment toucher la barre transversale de Sourzac en début de rencontre. La blessure de Ndinga et le carton rouge de Dingomé n'arrangent pas les choses laissant les monégasques à 9 contre 11. Finalement les asémistes se feront sortir aux tirs au but, 6-7.

#### Résumé du parcours
Le tableau ci-dessous résume le parcours monégasque lors de l'édition 2012-2013 de la Coupe de France.
| Date       | Tour    | Adversaire        | Lieu      | Score           | Buteurs                         | Public |
| ---------- | ------- | ----------------- | --------- | --------------- | ------------------------------- | ------ |
| 17/11/2012 | 7e tour | SC Toulon         | Extérieur | 1-3 a.p         | Kurzawa 32e · Germain 109e 120e |        |
| 08/12/2012 | 8e tour | FC Bourg-Péronnas | Domicile  | 0-0 (6-7 t.a.b) |                                 |        |

## Joueurs et encadrement technique

### Statistiques individuelles
| Passeur                   | Total |
| ------------------------- | ----- |
| Yannick Ferreira Carrasco | 8     |
| Valère Germain            | 7     |
| Nabil Dirar               | 7     |
| Giorgos Tzavellas         | 3     |
| Tristan Dingomé           | 3     |
| Emir Bajrami              | 3     |
| Ibrahima Touré            | 3     |
| Jakob Poulsen             | 2     |
| Lucas Ocampos             | 2     |
| Mounir Obbadi             | 2     |
| Gary Kagelmacher          | 2     |
| Emmanuel Rivière          | 2     |
| Layvin Kurzawa            | 1     |
| Adriano                   | 1     |

| Buteur                    | Total |
| ------------------------- | ----- |
| Ibrahima Touré            | 21    |
| Valère Germain            | 16    |
| Yannick Ferreira Carrasco | 8     |
| Lucas Ocampos             | 5     |
| Andrea Raggi              | 4     |
| Emmanuel Rivière          | 4     |
| Gary Kagelmacher          | 3     |
| Nabil Dirar               | 3     |
| Andreas Wolf              | 2     |
| Giorgos Tzavellas         | 2     |
| Emir Bajrami              | 1     |
| Adriano                   | 1     |
| Layvin Kurzawa            | 1     |
| Jakob Poulsen             | 1     |
| Nacer Barazite            | 1     |

Le joueur le plus utilisé lors de la saison 2012-2013 est Ibrahima Touré avec 41 matchs sur les 44 disputés par le club. Il suivi par Valère Germain avec 39 matchs ainsi que Gary Kagelmacher et Andrea Raggi (38 matchs). Le duo Touré-Germain est également en tête du classement des buteurs du club avec respectivement 21 et 16 buts toutes compétitions confondues.
Pour sa première saison avec les professionnels, Yannick Ferreira Carrasco termine meilleur passeur du club avec 8 passes, devant Valère Germain et Nabil Dirar, qui ont tous les deux distillé 7 offrandes.
Enfin, les joueurs les plus sanctionnés sont Giorgos Tzavellas (10 cartons jaunes), Nampalys Mendy (8 jaunes) et Andreas Wolf (6 jaunes).

### Statistiques diverses
Les statistiques suivantes ne prennent en compte que les matchs de championnat.
Buts
- Premier but de la saison :   30e de Yannick Ferreira Carrasco lors du match AS Monaco - Tours FC le lundi 30 juillet 2012.
- Premier doublé : Ibrahima Touré lors du match Guingamp - AS Monaco le samedi 18 août 2011.
- Premier triplé : Ibrahima Touré lors du match RC Lens - AS Monaco le vendredi 21 septembre 2012.
- But le plus rapide d'une rencontre :
  -   1re de Valère Germain lors du match AS Monaco - Havre AC le vendredi 8 février 2013.
- But le plus tardif d'une rencontre :
  -   90+4e d'Ibrahima Touré lors du match Nîmes Olympique - AS Monaco le samedi 11 mai 2013.
- Plus large victoire :
  - 4 - 0 lors du match AS Monaco - Tours FC le lundi 30 juillet 2012.
  - 0 - 4 lors du match RC Lens - AS Monaco le vendredi 21 septembre 2012.
  - 4 - 0 lors du match AS Monaco - Clermont Foot le lundi 22 avril 2013.
- Plus grand nombre de buts dans une rencontre :
  - 5 buts lors du match AS Monaco - FC Istres le vendredi 10 août 2012 : 3-2.
- Plus grand nombre de buts dans une période :
  - 4 buts lors de la 1re mi-temps du match AS Monaco - Tours FC le vendredi 30 juillet 2012 : 4-0.
  - 4 buts lors de la 1re mi-temps du match AS Monaco - FC Istres le vendredi 10 août 2012 : 3-2 (2-2 à la mi-temps).
  - 4 buts lors de la 2de mi-temps du match RC Lens - AS Monaco le vendredi 21 septembre 2012 : 0-4 (0-0 à la mi-temps).
  - 4 buts lors de la 2de mi-temps du match Le Mans - AS Monaco le samedi 22 décembre 2012 : 2-3 (0-1 à la mi-temps).

Discipline
- Premier carton jaune : Andreas Wolf  44e lors de AS Monaco - FC Istres le vendredi 10 août 2012.
- Premier carton rouge : Adriano    39e,  47e lors d'Angers SCO - AS Monaco FC le vendredi 19 octobre 2012.

### Récompenses et distinctions
Au cours de la saison 2012-2013, l'Union nationale des footballeurs professionnels (UNFP) récompense chaque mois le meilleur joueur du championnat de France. Après une sélection de trois joueurs choisis par les médias sportifs, le public élit le joueur du mois avec des votes par SMS ou par Internet. Deux monégasques ont été élus joueur du mois pendant cette saison : Ibrahima Touré en novembre et en décembre et Valère Germain en février.
Ibrahima Touré est élu meilleur joueur de Ligue 2 de l'année 2012 par France football.
En fin de saison, Claudio Ranieri, Danijel Subašić et Valère Germain sont nommés pour les Trophées UNFP 2013, respectivement, de meilleur entraîneur, meilleur gardien et de meilleur joueur de Ligue 2. Ils ne remportent cependant aucun trophée.
En revanche, Andrea Raggi, Mounir Obbadi et Valère Germain sont présents dans l'équipe type de la saison 2012-2013.

## Tactique
| Subašić Tzavellas Raggi Wolf Kagelmacher Coulibaly Mendy Dirar Carrasco Germain Touré |
| Tactique jusqu'à la mi-saison.                                                        |

| Subašić Tzavellas Raggi Medjani Kagelmacher Mendy Obbadi Dirar Carrasco Ocampos Germain |
| Tactique lors de la seconde partie de saison.                                           |